# Процесуальна формула
Процесуальна формула — в стародавньому римському судочинстві письмовий документ, за допомогою якого цивільний судовий магістрат (зазвичай претор) повідомляв призначеному для розбору конкретного позову судді, за яких фактичних і юридичних обставин той повинен присудити або звільнити відповідача (si paret… condemnato, si non paret, absolvito — «якщо виявиться … присуди, якщо не виявиться … виправдай»).